# 걸이용 화분

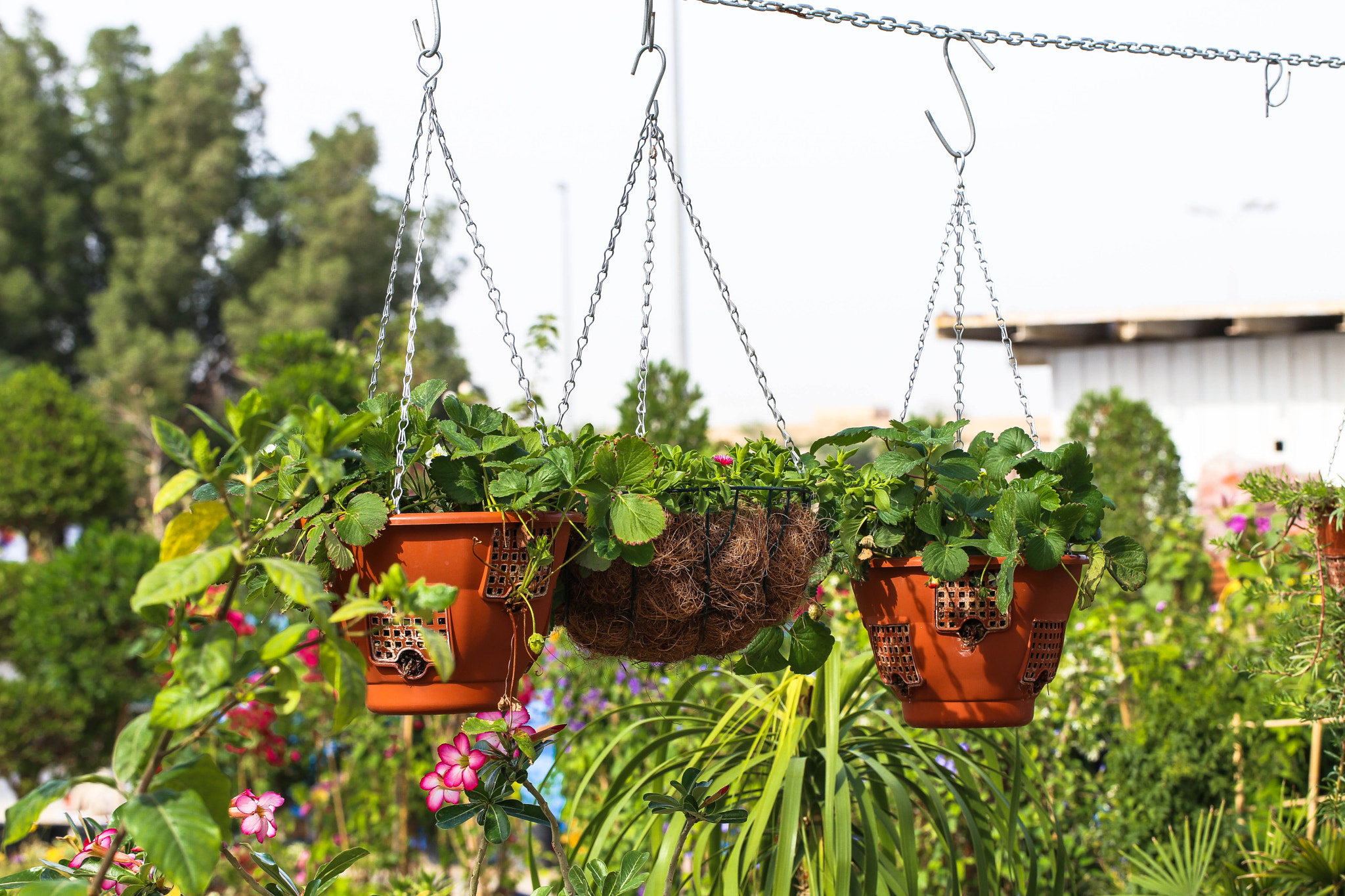
걸이용 화분(1)

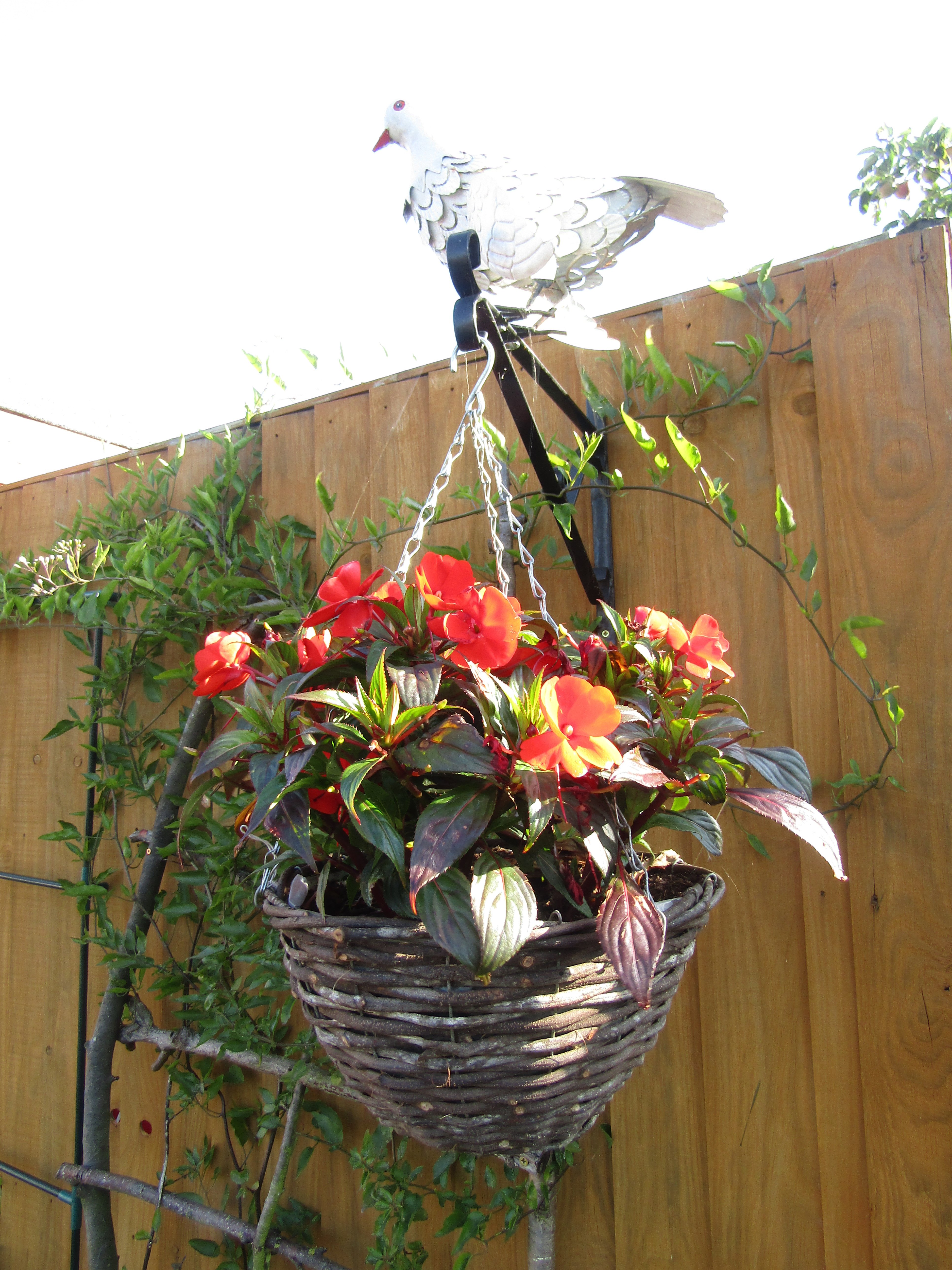
걸이용 화분(2)

걸이용 화분(영어:hanging basket)은 관상용 식물을 재배하기 위해 매달아서 사용하는 화분이다. 일반적으로 정원 공간의 가치에 중요성을 두는 건물과 환경 개선을 위해 길거리 가구 에 매달려 있다. 걸이 화분 전용 나무(hanging basket trees)의 독립형 프레임에 매달릴 수도 있다. 걸이용 화분 중에는 화분과 나무를 거꾸로 매달아 꼭대기에서 물을 주는 방식도 있다.